# Ukemi

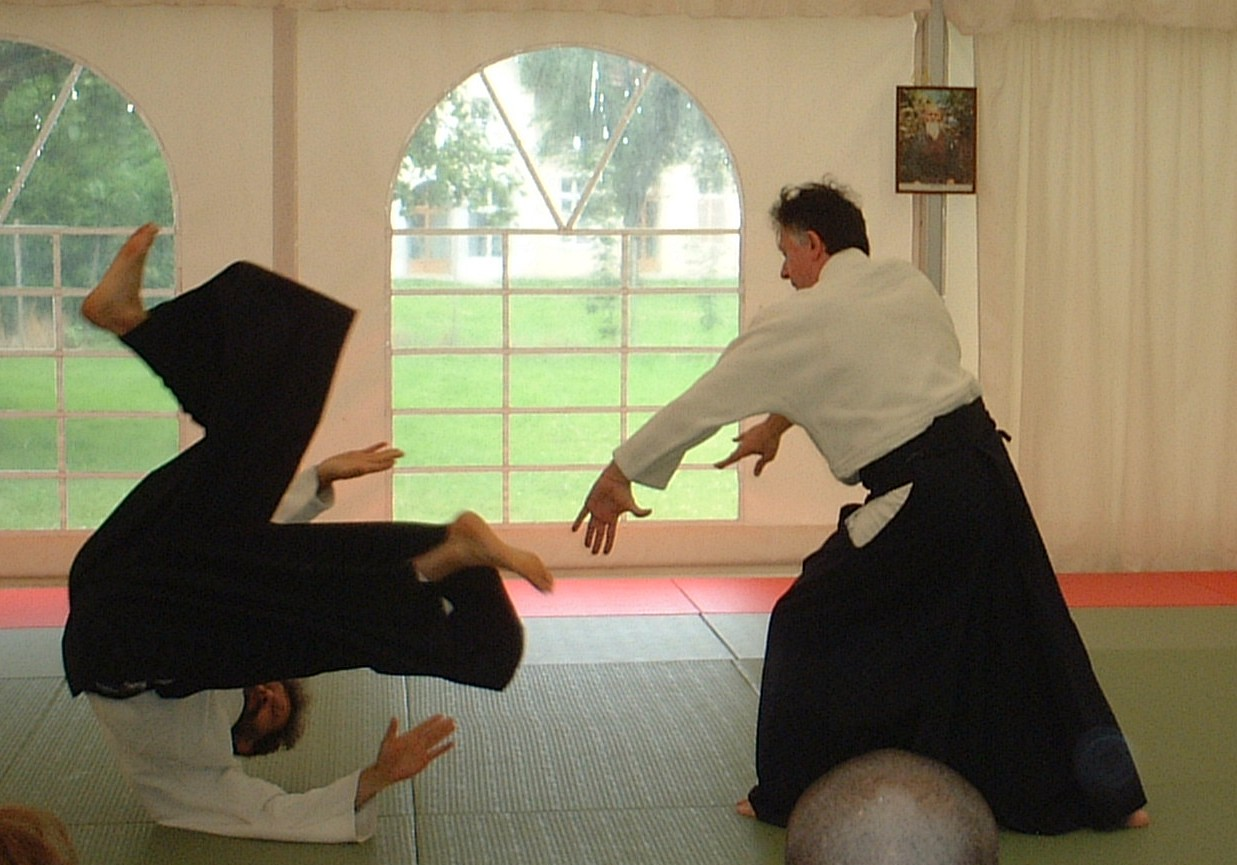
Uke à gauche exécute un mae ukemi (chute avant).

Un ukemi (littéralement « recevoir avec le corps ») est un brise-chute contrôlé, vers l'avant (mae ukemi), l'arrière (ushiro ukemi) ou le côté (yoko ukemi), qui sert à tomber sans se faire mal. Ces techniques sont utilisées par tous les arts martiaux japonais, principalement par le judo et l'aïkido. Elles permettent de prendre confiance en son équilibre et en sa propre capacité à contenir le déplacement (shintaï) de son corps.

En judo, il existe quatre principes fondamentaux qui caractérisent les ukémis :
- la tête est la partie la plus importante à protéger : il ne faut pas que la tête touche le sol
- plus on tombe de bas et moins on se fait mal : il faut se baisser en pliant les jambes
- rouler fait moins mal que chuter : il faut arrondir le corps le plus possible, sans saillie osseuse
- plus le tatamis vibre à l'arrivée du corps (amorti) et moins le corps souffre : il faut frapper violemment et sèchement le sol à l'impact 
La technique des Ukémis résume en soi toute la valeur éducative du jùdô par opposition au vieux Jùjutsu, où l'on ne se préoccupait pas des risques de blessures. Considérant que, en tombant de tout son poids (auquel peut s'additionner le poids de l'adversaire, s'il suit en Makikomi par exemple), le corps fait en s'écrasant au sol l'effet d'un projectil doué d'une certaine vitesse et d'un certain poids, et qu'il libère par conséquent en s'immobilisant brutalement une certaine énergie proportionnelle à l'énergie cinétique développée, deux idées directrices ont permis la mise au point de la technique des Ukémis  :
- Il faut éliminer le heurt brutal à la reception. Le contact doit donc s'établir avec un corps arrondi le plus possible, sans saillie osseuse (coude, poignet, cheville, tête) au niveau de l'omoplate pour l'essentiel. La position des divers segments du corps à l'arrivée est donc fondamentale.
- Il faut également traiter l'onde de choc qui, selon le principe de l'action-réaction, sera renvoyée par le tatami lors du contact et qui, absorbée par le corps, peut occasionner diverses commotions. Cet ébranlement dangereux est annulé :
- Si l'on frappe violemment et sèchement le sol avec     un ou deux bras écartés du corps d'environ 35 degrés maximum. On frappe du plat de la main, doigts réunis, dans le prolongement du bras, mais sans maintenir le contact de cette main au sol. C'est une façon de renvoyer l'onde de choc.
- Si en dehors de cette action précise et brève de l'un ou des deux bras le corps reste totalement décontracté (toutes les articulations, souples, jouent le rôle d'amortisseurs).
- Si la surface de reception du corps au sol est la plus grande possible (en général un triangle formé par la main, l'omoplate et le bas du dos).
- Si les pieds sont placés l'un en position décontracté (tourné vers le côté) et l'autre posé au  sol légèrement fléchi (tourné vers le sol)